# Euphyia oxyodonta
Euphyia oxyodonta är en fjärilsart som beskrevs av Turner 1922. Euphyia oxyodonta ingår i släktet Euphyia och familjen mätare. Inga underarter finns listade i Catalogue of Life.